# Tilung
Le tilung est une langue tibéto-birmane parlée dans le Népal oriental. La langue est menacée.

## Répartition géographique
Le tilung est parlé dans le district de Khotang, rattaché à la zone de Sagarmatha. La langue, menacé de disparition, n'est plus parlée par les générations en dessous de trente ans, seuls sept personnes parmi les plus âgées des Tilung ont une connaissance parfaite de la langue.

## Classification interne
Le tilung est une des langues kiranti, un sous-groupe des langues himalayennes de la famille tibéto-birmane. 

## Sources
- (en) Vishnu S. Rai, 2012, A phonological study of Tilung: An endangered language of Nepal, Nepalese Linguistics 27, p. 143-150.